# District de Rondocan

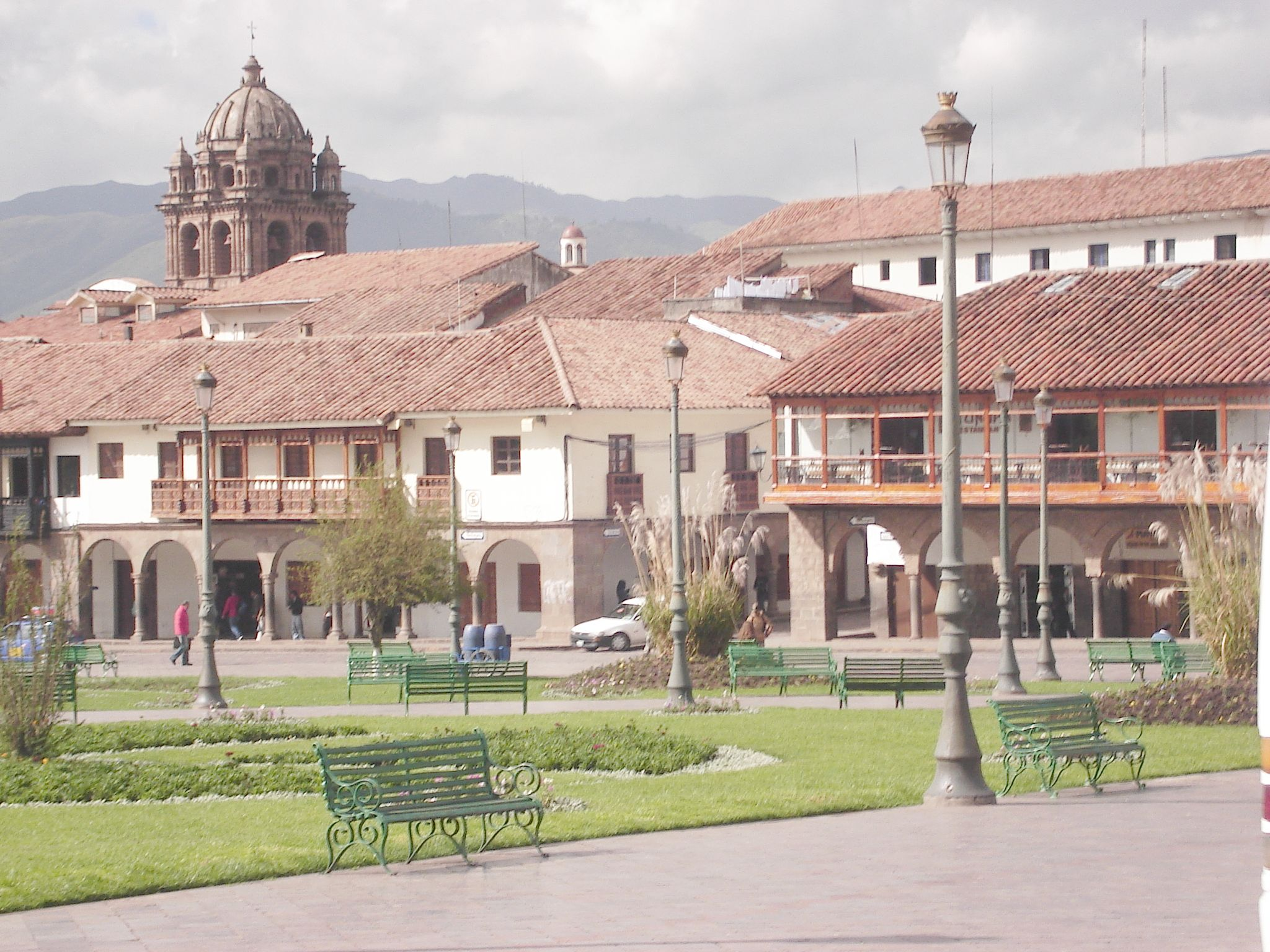
Image du Cusco

Au Pérou, le district de Rondocan est l’un des sept districts de la province d'Acomayo située dans le département de Cusco.